# 白樺湖ロイヤルヒルスキー場
白樺湖ロイヤルヒルスキー場（しらかばこロイヤルヒルスキーじょう）は、長野県茅野市北山白樺湖に位置するスキー場である。現在の運営会社は株式会社鈴木商会。ナイター営業も行っている。

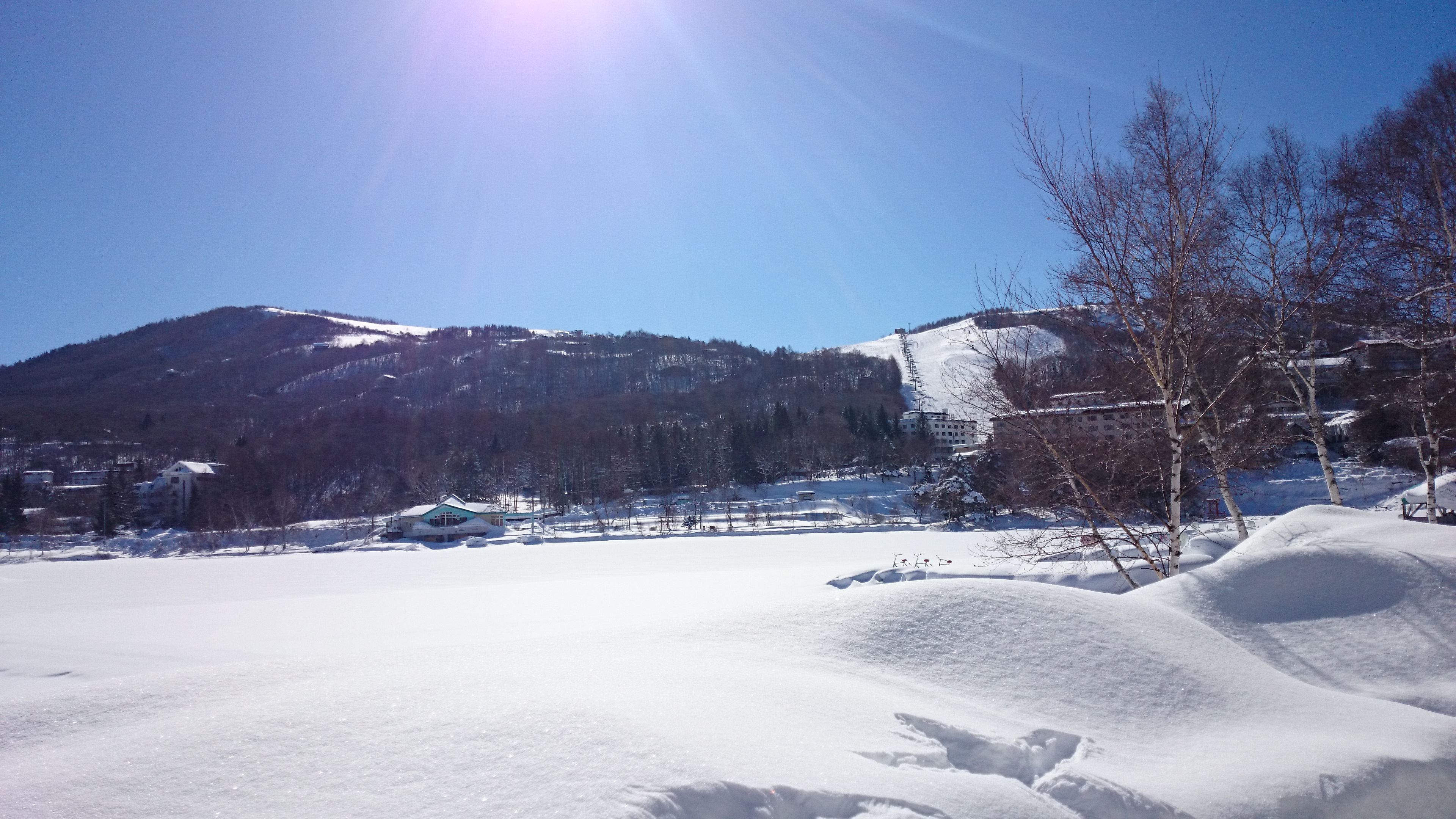
白樺湖畔からみたゲレンデ

## 沿革
- 1961年 - 12月、開業。
- 2007年 - 10月、アルピコグループから鈴木商会に営業譲渡。[1]

## 概要
八子ヶ峰の北側山麓にあり、白樺湖の南側に面している。正面には霧ヶ峰（車山高原スキー場）や白樺湖が広がっている。
2008-2009シーズンより、複数名来場の中学生以上リフト券購入（主に家族が対象）で子供リフト券の料金が最大2枚まで無料となっている。

## ゲレンデ
ゲレンデは上部と下部に分かれており、メインの駐車場やスキーセンターは上部と下部の中間にある。麓にはゲレンデ直結の宿泊施設である白樺湖ロイヤルホテルがあり、この施設もスキーセンターの役割を果たしている。下部よりも上部の斜度がゆるくなっている。
コース
- 初級コース
  - ファミリーコース (400m,最大斜度12度)
  - かもしかコース (1,000m,最大斜度15度)
  - パノラマCコース (500m,最大斜度16度)
  - わくわくコース (750m,最大斜度16度)
- 中級コース
  - アルペンコース (800m,最大斜度18度)
  - 雷鳥コース (500m)
  - パノラマBコース (700m,最大斜度20度)
  - ドキドキコース (550m,最大斜度18度)
- 上級コース
  - パノラマAコース (600m,最大斜度21度)

- - ジャイアントコース (600m,最大斜度26度)

この他、アルペンコースとパノラマコースにスノーパーク（テレインパーク）が設置されている。
リフト等
| リフト名           | 定員 | 路線長 | 備考               |
| ------------------ | ---- | ------ | ------------------ |
| 第1クワッドリフト  | 4名  | 750 m  |                    |
| 第2クワッドリフト  | 4名  | 510 m  |                    |
| 第3ペアリフト      | 2名  | 410 m  |                    |
| 雪上エスカレーター | 2名  | 150 m  | 滑走式リフトの一種 |

## 宿泊施設・レストラン等
白樺湖ロイヤルホテル
- 客室
  - 和室8畳（定員4名、バス・トイレ：有りまたは無し）
  - 和室10畳（定員5名、バス・トイレ：有りまたは無し）
  - 和室12畳（定員6名、バス・トイレ：無し）
- 大浴場
- レストラン
  - レストラン白樺 - 日帰り利用も可能
  - Cafe Royalhill - 日帰り利用も可能
- その他
  - 売店・ショップ
  - レンタルスキー&スノーボード
  - キッズルーム
  - スキー・スノーボード・ブーツ乾燥室
  - 無料休憩室 - 日帰り利用も可能

## アクセス
- 中央自動車道諏訪ICから約40分
- 中央自動車道諏訪南ICから約40分
- 中部横断自動車道佐久南ICから約60分
- 中央本線・茅野駅から路線バス（諏訪バス）利用

無料駐車場900台完備、
いずれもウェブサイトに記載がある。